# Börtingtjärnen (Sorsele socken, Lappland, 730483-154012)
Börtingtjärnen är en sjö i Sorsele kommun i Lappland och ingår i Umeälvens huvudavrinningsområde. Börtingtjärnen ligger i Vindelälven Natura 2000-område.